# Seule dans la nuit
Pour plus de détails, voir Fiche technique et Distribution.
Seule dans la nuit (Wait Until Dark, litt. « Attendre jusqu'à la nuit ») est un film américain réalisé par Terence Young, sorti en 1967.
Il s'agit de l'adaptation de la pièce Wait Until Dark (en) de Frederick Knott (1966).

## Synopsis
Dans son appartement, une jeune femme aveugle affronte trois trafiquants de drogue à la recherche d'une poupée bourrée d'héroïne, confiée à son mari, le photographe Sam Hendrix, par une femme inconnue à l'aéroport, alors qu'il revient de Montréal. Les gangsters décident de terrifier la jeune femme aveugle afin qu'elle les aide à retrouver la poupée.

## Fiche technique
Sauf indication contraire, les informations mentionnées dans cette section peuvent être confirmées par la base de données cinématographiques IMDb,  présente dans la section « Liens externes ».
- Titre original : Wait Until Dark
- Titre français : Seule dans la nuit
- Réalisateur : Terence Young
- Scénariste : Robert Carrington et Jane Howard Carrington, d'après la pièce Wait Until Dark (en) de Frederick Knott
- Musique : Henry Mancini
- Direction artistique : George Jenkins
- Photographie : Charles Lang
- Montage : Gene Milford
- Production : Mel Ferrer
- Société de production : Warner Bros. Pictures
- Société de distribution : Warner Bros.-Seven Arts
- Pays de production :  États-Unis
- Langue originale : anglais
- Format : couleur (Technicolor) - 1,85:1 - son mono (Western Electric Mirrophonic Recording)
- Genre : thriller ; policier
- Durée : 108 minutes
- Dates de sortie :
  - États-Unis : 26 octobre 1967 (avant-première à New York)
  - France : 11 septembre 1968
- Affiches : Bill Gold (États-Unis), Raymond Elseviers (Belgique)

## Distribution
- Audrey Hepburn  (VF : Martine Sarcey) : Susy Hendrix
- Alan Arkin  (VF : François Chaumette) : Roat / Harry Roat Jr / Roat Sr
- Richard Crenna (VF : Jacques Dacqmine) : Mike Talman
- Efrem Zimbalist Jr. (VF : Bernard Noël) : Sam Hendrix
- Jack Weston (VF : Antoine Marin) : Carlino
- Samantha Jones (VF : Perrette Pradier) : Lisa
- Julie Herrod (VF : Sylviane Margollé) : Gloria
- Mel Ferrer : le présentateur radio québécois (voix, non créditée)
- Gary Morgan (en) (VF : Jacques Balutin) : le garçon
- Jean Del Val : Louis (non crédité)

## Production

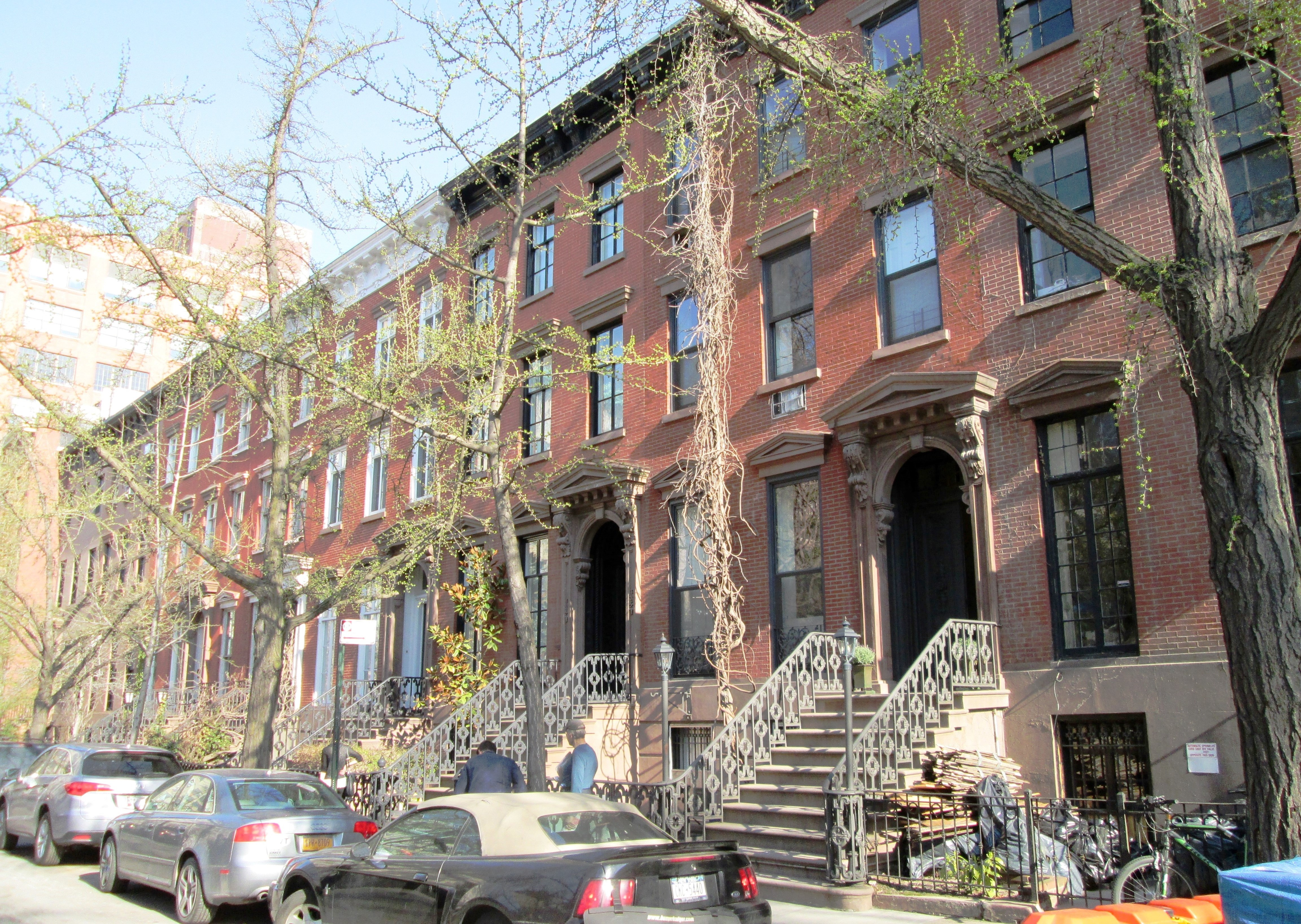
La place de St Luke's, où se trouve l'appartement de Susy Hendrix.

### Tournage
Le tournage a lieu, entre le 15 janvier et le 7 avril 1967, dans les studios de Burbank, en Californie, pour les intérieurs de l'appartement de Susy Hendrix, ainsi que la place de St. Luke's, à Manhattan (New York, États-Unis) pour l’extérieur de l'immeuble de Susy Hendrix et à Montréal (Québec, Canada) pour celui de Louis, sans oublier l'aéroport international de New York - John-F.-Kennedy (New York) et l'aéroport de Dorval (Montréal).

### Musique
La musique du film est composée par Henry Mancini :
Liste de pistes
1. Come On Louie/The Doll (1:49)
2. Main Title (4:11)
3. Don't Make Waves/Big Drag for Lisa (3:26)
4. Light Relief (1:09)
5. Radio Source/He's Got Time (3:04)
6. World's Champion Blind Lady (1:24)
7. Phono Source I (3:02)
8. Phono Source II (1:43)
9. Pick Up Sticks (2:24)
10. The Doll Again (3:19)
11. Watch the Booth/It's for You (1:25)
12. Chair Kicker (4:42)
13. Bulbus Terror (3:53)
14. Gassy!/Strum Along/The Doll (3:37)
15. Cutting Roat a New One (1:50)
16. You're Doing Fine (1:15)
17. Wait Until Dark (2:15)
18. Bonus Track: Alternate Main Title (2:06)
19. Bonus Track: He's Got Time (alternate) (0:39)
20. Bonus Track: Piano Tests (2:30)

## Accueil

### Critique
« Terence Young ne renie jamais l’héritage théâtral de son film (le scénario est adapté d’une pièce de Frederick Knott, déjà auteur du Crime était presque parfait et de La Corde), il en fait un usage totalement cinématographique en jouant avec la topographie du lieu unique, un appartement en entresol, fermé, presque aveugle lui aussi. Les personnages fouillent dans toutes les pièces, se cachent, vont et viennent sans cesse et permettent au spectateur d’enregistrer les lieux. La scène finale, partie de cache-cache partiellement tournée dans l’obscurité, atteint alors un paroxysme terrifiant. Les rôles s’inversent à volonté  : l’héroïne est aveugle, le tueur non ; elle a les yeux écarquillés, il porte de petites lunettes noires même dans le noir. Aucune certitude ne dure très longtemps, aucune feinte n’est définitive. L’obscurité est tour à tour inquiétante et salvatrice – la faible lumière d’un frigo peut être fatale. Audrey Hepburn, vulnérable, fait de son handicap une arme redoutable face à un tueur cabotin et sinistre. »

— Anne Dessuant, Télérama no 2947 - 5 juillet 2006 

## Autour du film
- La mise en scène reste très proche de la pièce de théâtre, avec unité de lieu et de temps. Le film bascule dans l'horreur lorsque la jeune aveugle doit affronter le psychopathe.
- À Paris, la pièce qui inspire le film est d'abord jouée au théâtre par Annie Girardot.
- Pour ce rôle, Audrey Hepburn fréquente une école pour aveugles afin de rendre son regard moins expressif (dans les bonus du DVD, Mel Ferrer explique qu'elle a refusé de porter des lentilles pendant le tournage).
- Lors de sa sortie en salles, les responsables des cinémas éteignent graduellement l'éclairage lors des huit dernières minutes du film, au fur et à mesure que Susy casse les ampoules dans le film.
- Au tout début du film, en fond sonore, une radio diffuse un flash info en français québécois dans le texte. La voix entendue est celle de Mel Ferrer (non crédité au générique), producteur du film et mari d'Audrey Hepburn.
- Audrey Hepburn divorcera peu après de son mari Mel Ferrer et mettra un terme quasi définitif à sa carrière cinématographique afin d'élever ses enfants.
- Il est le premier de la liste des vingt films « les plus terrifiants jamais tournés » établie par Stephen King[5].
- La scène où Audrey Hepburn tente d'échapper à son agresseur venu pour l'assassiner à son domicile, est très proche de celle où le héros du film À vingt-trois pas du mystère (1956) de Henry Hathaway, se retrouve dans la même situation.

## Distinctions

### Récompenses
- Laurel Awards 1968[6] :
  - Meilleur film
  - Meilleure actrice pour Audrey Hepburn

### Nominations
- Academy Awards 1968[6] : meilleure actrice pour Audrey Hepburn
- Golden Globes 1968[6] :
  - Meilleure actrice dans un film dramatique pour Audrey Hepburn
  - Meilleur acteur dans un second rôle pour Efrem Zimbalist II

### Documentation
- Fiche détaillée sur le film (scénario, distribution, anecdotes, photos)